# スハレフスカヤ駅
座標: 北緯55度46分24秒 東経37度37分55秒 / 北緯55.7733度 東経37.6319度
スハレフスカヤ駅（スハレフスカヤえき、ロシア語: Сухаревская）は、モスクワ地下鉄6号線の駅。

## 歴史
1972年1月5日に開業した。